# Cantó de Toul-Sud
El cantó de Toul-Sud és un cantó francès del departament de Meurthe i Mosel·la, situat al districte de Toul. Té 15 municipis i part del de Toul.

## Municipis
- Bicqueley
- Blénod-lès-Toul
- Bulligny
- Charmes-la-Côte
- Chaudeney-sur-Moselle
- Choloy-Ménillot
- Crézilles
- Domgermain
- Gye
- Mont-le-Vignoble
- Moutrot
- Ochey
- Pierre-la-Treiche
- Sexey-aux-Forges
- Toul (part)
- Villey-le-Sec

## Història
| Data d'elecció                           | Identitat      | Partit              | Qualitat |
| ---------------------------------------- | -------------- | ------------------- | -------- |
| 1945-1949                                | Dr. Rothan     | Republicà resistent |          |
| 1949-1985                                | M. Rollin      | CNIP                |          |
| 1985-2004                                | Aloys Geoffroy | UDF                 |          |
| 2004-                                    | Alde Harmand   | PS                  |          |
| les dades anteriors no són pas conegudes |                |                     |          |
|                                          |                |                     |          |